# Lilium japonicum
Espèce
Classification APG III (2009)
Lilium japonicum est une espèce de lys originaire du Japon.

## Historique et dénomination
L'espèce Lilium japonicum a été décrite par le naturaliste suédois Carl Peter Thunberg en 1784.

### Synonymie
- Lilium krameri Hook. f.

### Nom vernaculaire
- Lys du Japon en français
- Bamboo lily dans le monde anglophone
- Sasayuri en japonais